# Tägerwilen
Tägerwilen is een gemeente en plaats in het Zwitserse kanton Thurgau, die gelegen is in het district Kreuzlingen. Tägerwilen telt 3579 inwoners.

## Geboren
- Elise Egloff (1821-1848), naaister en verkoopster
- Paula Dalla Corte (2001), zangeres